# Таволетта
Таволетта (итал. tavoletta di Biccherna, от итал. tavola — доска) — деревянные обложки для расходных книг казначейства Сиенской республики. Их расписывали лучшие мастера сиенской школы живописи.
В 1257 году сиенское казначейство «Биккерна» (ит.), созданное городскими властями специально для учёта доходов и расходов этого города-государства, установило уникальную традицию — заказывать художникам живописные панели для обложек своих гроссбухов, которые выпускались каждые полгода при смене штата казначейства. Столь частая смена штата была придумана, чтобы избежать коррупции. Традиция росписи деревянных обложек продолжалась до XVII века, то есть фактически до конца существования этого казначейства.
Таволетта представляют собой деревянные доски размером 30 x 48 см. На них обычно изображались какие-либо сцены, связанные с фискальной деятельностью или какими-то городскими событиями (это происходило в то время, когда во всей Европе изображения носили практически исключительно религиозный характер). До середины XIV века на таволетта изображались только начальники фискальной службы, сидящие в своём офисе (очень часто этими начальниками финансов выбирали монахов), однако позднее стали изображать разные сцены светского и религиозного характера. Поскольку в гроссбухах тщательно фиксировались все заказы на эти обложки-таволетта, и суммы, выплаченные за их изготовление, они стали для современных исследователей ценным источником информации о сиенских художниках XIII, XIV и XV и XVI веков. Главное собрание таволетта находится в здании городского архива Сиены (ит.).